# Quatro Fatos
Quatro Fatos é uma banda brasileira de pop rock formada na cidade de Campinas, interior de São Paulo, em 1995. A banda que é bastante conhecida no mercado musical campineiro, ficou conhecida também no cenário musical do sul do país.

## História
A banda Quatro Fatos foi formada em 1995 na cidade de Campinas, interior do estado de São Paulo, por Sandro Saga e Fabio Boto. Juntos desde 1992, Sandro Saga (vocalista) e Fabio Boto (baixista) encontraram em Filipe Camargo (guitarrista) e Marcos Zingra (baterista), as pessoas certas para colocar efetivamente em andamento o projeto que se chamaria "Quatro Fatos". E foi exatamente em 1995 que o grupo tornou-se realidade e atingiu como resultado final a formação da banda.
Tendo como objetivo criar um trabalho autoral, a Quatro Fatos lançou o primeiro álbum no final de 1996, Eu Quero Mais, com produção independente.
Em outubro de 1999, gravou o segundo, Quatro Fatos, com direção musical de Ricardo Feghali, membro do grupo Roupa Nova, no Rio de Janeiro. Lançado em 2000, a tiragem inicial de mil cópias esgotou-se no mesmo ano. Regravaram a canção "Amor Perfeito", gravada inicialmente por Roberto Carlos, onde foi adaptada ao estilo do grupo.
Em 2002, a banda lança Em Qualquer Lugar, produzido por Rodrigo Castanho. Gravado no Midas Studios, em São Paulo, foi produzido pelo grupo e por Castanho, parceiro de Rick Bonadio na produção de grupos como Mamonas Assassinas, Charlie Brown Jr., Tihuana, CPM 22 e O Surto.
Em 2005, sai o primeiro DVD do grupo, intitulado Quatro Fatos - Ao Vivo. No ano seguinte, é lançado o álbum Coletânea, com os seus maiores sucessos e quatro músicas inéditas. A maior parte das canções do repertório são de autoria da própria banda.
No ano de 2008, é lançado o segundo DVD, intitulado Rock Universitário ao Vivo, oficializando a entrada do novo integrante Gustavo Missola (contrabaixo). Este álbum contou com a participação do cantor e compositor Milton Guedes, na canção "Sonho de Uma Noite de Verão". Em 2009, a canção "Vou Ficar Legal" fez parte da trilha sonora da premiada novela Caminho das Índias, exibida pela Rede Globo.
Em 2011, Sandro Saga deixa o grupo para seguir em carreira solo, e Cacá Lima assume os vocais da banda.
Em 2012, Cacá Lima e Marcos Zingra saem da banda, que passa a atuar com trio, com Filipe Camargo nos vocais e guitarra, Gus Missola no baixo e vocais e Eduardo Longuim na bateria.
Em 2015, Sandro Saga volta à formação da banda, que faz um show comemorativo dos 20 anos de banda em Campinas.

## Integrantes
Atuais
- Sandro Saga - vocal
- Gustavo Missola - baixo
- Filipe Camargo - guitarra
- Eduardo Longuim - bateria

Anteriores
- Fabio Boto - baixo
- Cacá Lima - vocal
- Eric Buongermino - baixo
- Marcos Zingra - bateria

## Discografia

### Álbuns de estúdio
- 1997 - Eu Quero Mais
- 1999 - Quatro Fatos
- 2002 - Em Qualquer Lugar

### Álbuns ao vivo
- 2005 - Quatro Fatos - Ao Vivo – (CD/DVD)
- 2008 - Rock Universitário ao Vivo – (DVD ao vivo)

### Coletânea
- 2006 - Coletânea